# Trigonella
Genre
Classification phylogénétique
Trigonella, les Trigonelles, est un genre de plantes à fleurs de la famille des Fabaceae.

## Liste des espèces
- Trigonella anguina Delile
- Trigonella arabica Delile
- Trigonella bicolor (Boiss. & Balansa) Lassen
- Trigonella caerulea (L.) Ser. Trigonelle bleue[1]
- Trigonella calliceras Fisch. ex M. Bieb.
- Trigonella coelesyriaca Boiss.
- Trigonella coerulescens (M. Bieb.) Hal.
- Trigonella corniculata (L.) L.
- Trigonella cretica (L.) Boiss.
- Trigonella cylindracea Desv.
- Trigonella elliptica Boiss.
- Trigonella emodi Benth.
- Trigonella foenum-graecum L., 1753 - Fenugrec
- Trigonella geminiflora Bunge
- Trigonella glabra Thunb. 
  - Trigonella glabra subsp. glabra
  - Trigonella glabra subsp. uncata (Boiss. & Noë) Lassen
- Trigonella gladiata Steven ex M. Bieb. Trigonelle en glaive
- Trigonella gracilis Benth.
- Trigonella grandiflora Bunge
- Trigonella hierosolymitana Boiss.
- Trigonella kotschyi Boiss.
- Trigonella laciniata L.
- Trigonella laxiflora Aitch. & Baker
- Trigonella monspeliaca L. Trigonelle de Montpellier[1]
- Trigonella occulta Ser.
- Trigonella procumbens (Besser) Rchb.
- Trigonella ramosa L.
- Trigonella rechingeri Širj.
- Trigonella schlumbergeri Boiss.
- Trigonella spicata Sm.
- Trigonella spinosa L.
- Trigonella spruneriana Boiss. 
  - Trigonella spruneriana var. sibthorpii (Boiss.) Hub.-Mor.
  - Trigonella spruneriana var. spruneriana
- Trigonella stellata Forssk.
- Trigonella suavissima Lindl.
- Trigonella velutina Boiss.
- Trigonella verae Širj.